# Cophura humilis
Cophura humilis är en tvåvingeart som först beskrevs av Luigi Bellardi 1861.  Cophura humilis ingår i släktet Cophura och familjen rovflugor. Inga underarter finns listade i Catalogue of Life.